# Список ендемічних рослин Карпат

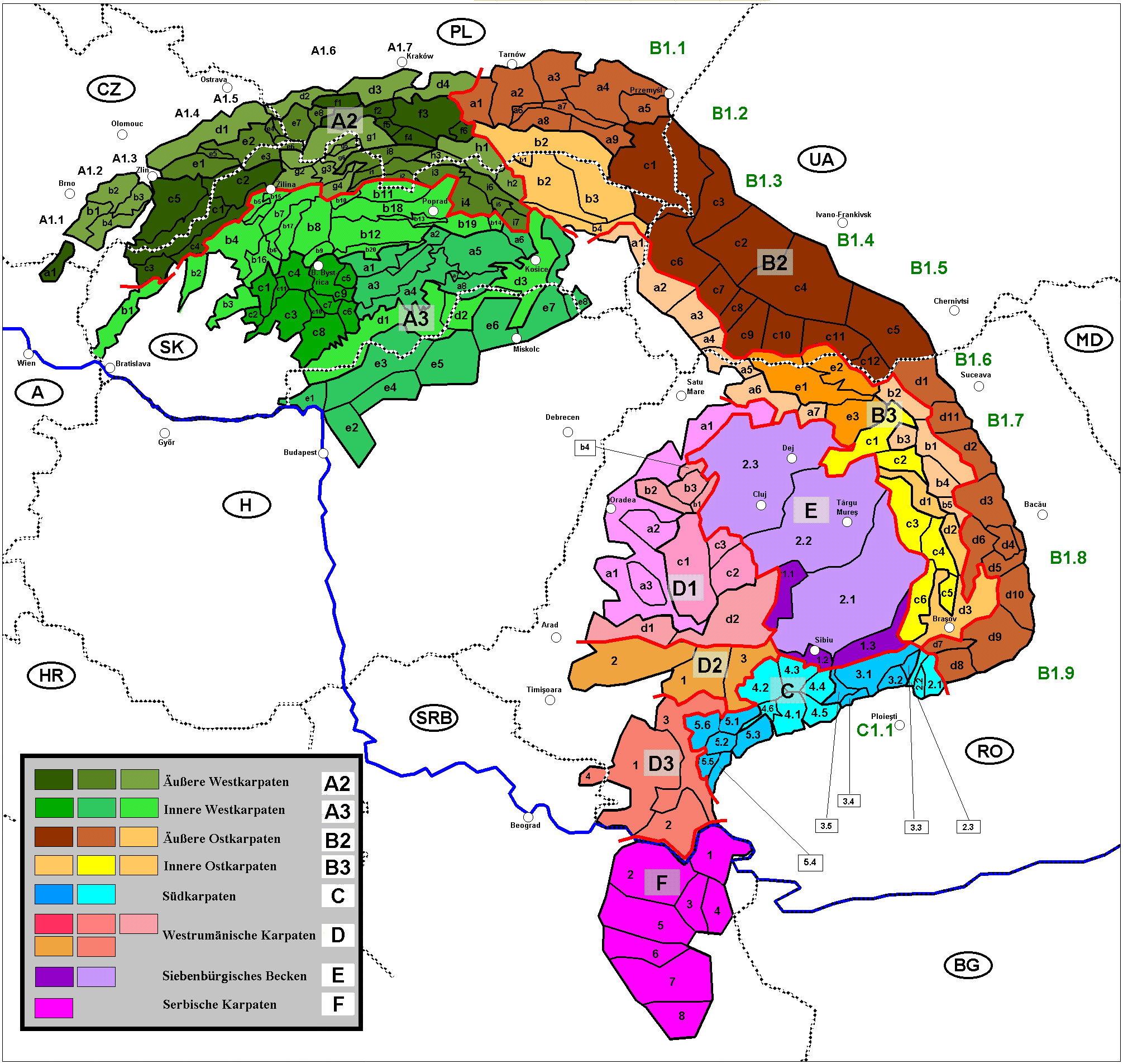
Поділ Карпат

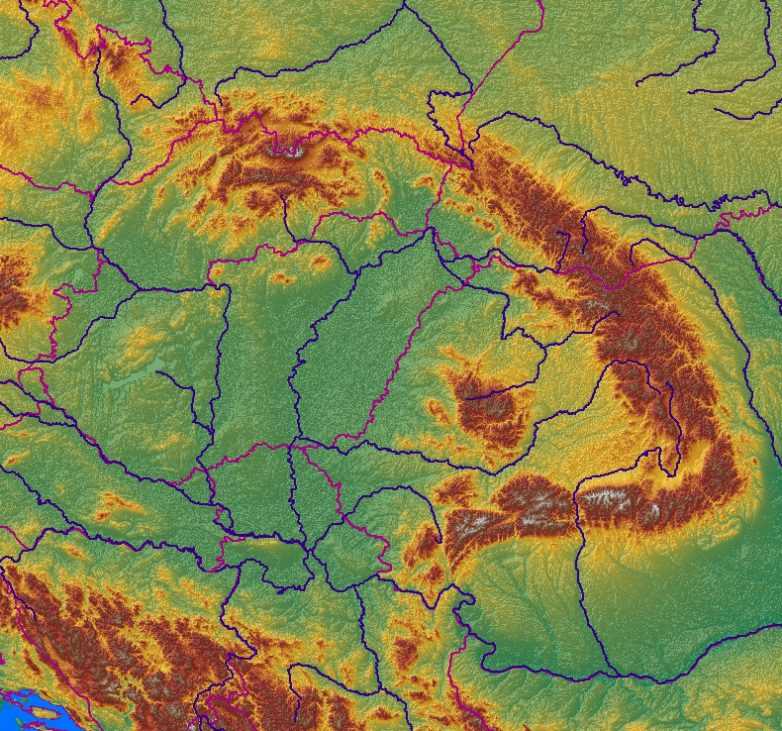

Спи́сок ендемі́чних росли́н Карпа́т

## Чехословацькі Карпати

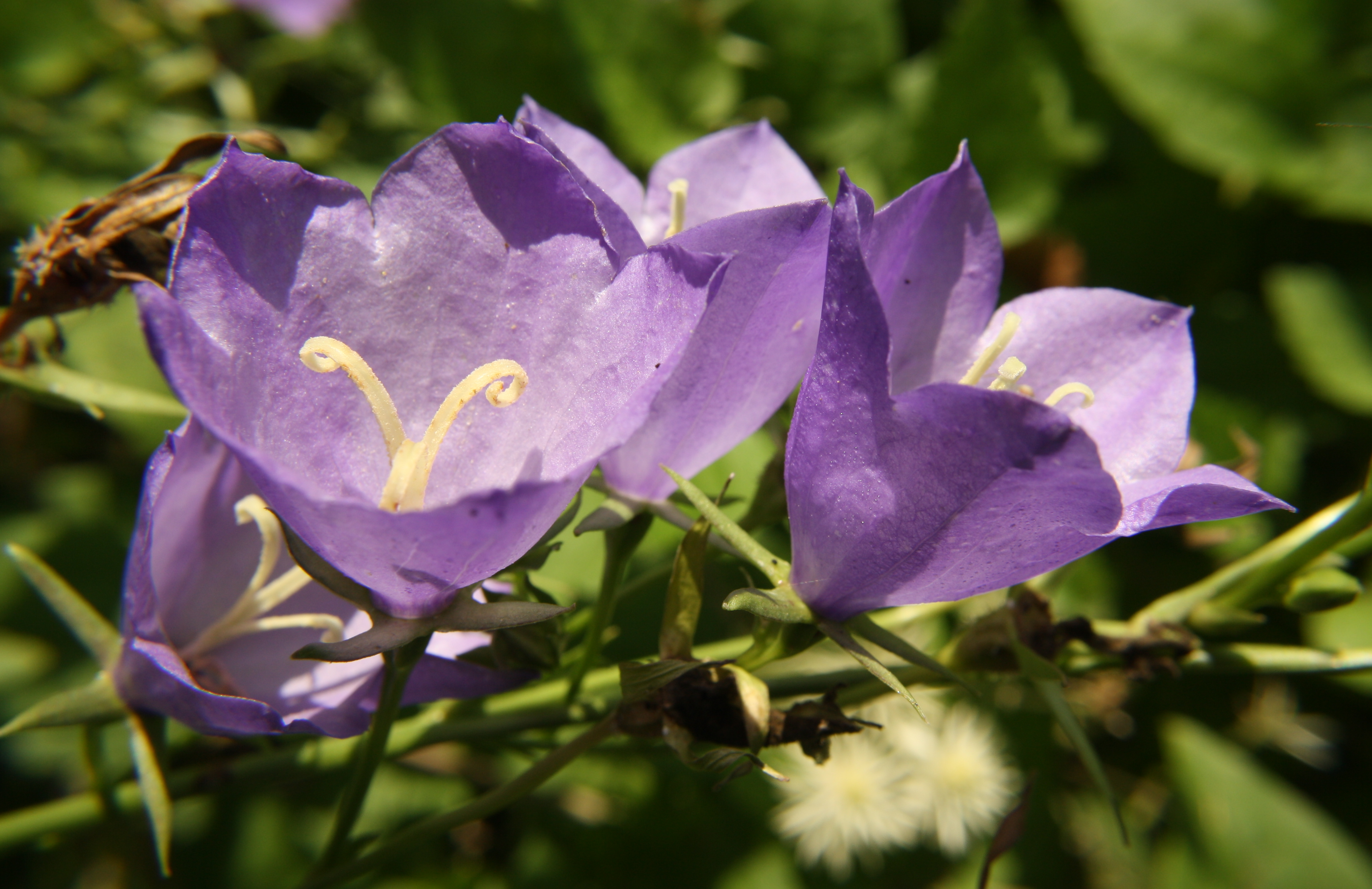
Campanula carpatica

| Aconitum firmum (Reichenb.) Neilr. ssp. firmum                                 | Аконіт міцний             | Баб'я гора, НТ, ВТ, Піеніни                                       |
| Aconitum firmum (Reichenb.) Neilr. ssp. moravicum                              | Аконіт моравський         | Моравські Бескиди, Баб'я гора, МФ, ВТ                             |
| Campanula carpatica Jacq.                                                      | Дзвоники карпатські       | Вапняки від Стражовських гір до Піенін                            |
| Campanula elliptica Kit.                                                       | Дзвоники еліптичні        | БК, Фатра, ВТ, Бук. гори                                          |
| Campanul xylocarpa Kovanda                                                     | Дзвоники твердоплоді      | Вапняки Словацького Рудогір'я, Муранська полонина                 |
| Campanula moravica (Spitzner) Kovanda                                          | Дзвоники моравські        | Моравські Бескиди, МК, Рудогір'я, Виорлат                         |
| Campanula tatrae Borbas                                                        | Дзвоники татранські       | Букові гори, ВТ, НТ                                               |
| Carex sempervirens Vill. ssp. tatrorum (Zapal.) Pawl.                          | Осока татранська          | МФ, ВФ, ВТ, БТ                                                    |
| Centaurea triumfettii (All.) Dost, ssp. dominii Dost.                          | Волошка Доміна            | Хоч, Словацький Рай, Браніско, Піеніни (на вапняках)              |
| Cerastiun tatrae Borbas                                                        | Роговик татранський       | Всі Слов. Карпати                                                 |
| Cerastium alpinum L. ssp. babiagorense                                         | Роговик баб'єгірський     | Баб'я гора (Слов. Бескиди)                                        |
| Cochlearia tatrae Borbas                                                       | Кохлерія татранська       | ВТ, БТ, ВФ, Слов. Рай                                             |
| Cyclamen tatrense Halda et Sojak                                               | Цикламен фатранський      | ВФ, НТ                                                            |
| Daphne arbuscula Celak.                                                        | Вовче лико словацьке      | Муранська полонина                                                |
| Delphinium oxysepalum Borbas ssp. oxysepalum                                   | Дельфіній карпатський     | МФ, Хоч, ВТ, НТ, БТ, Муран                                        |
| Delphinium oxysepalum Borbas ssp. spectabile Dostal                            | Дельфіній прегарний       | ВТ                                                                |
| Dianthus compactus Kit.                                                        | Гвоздика скупчена         | Буковські гори (Східні Карпати)                                   |
| Dianthus nitidus Waldst. Kit.                                                  | Гвоздика блискуча         | МФ, ВФ, НТ, Хоч Сулов. скелі, Стражовські гори                    |
| Dianthus hungaricus Pers.                                                      | Гвоздика угорська         | Іновець, МФ, ВТ, НТ, Піеніни, Словацький Рай, Муран               |
| Dianthus lumnitzeri Wiesb. ssp. lumnitzeri (Wiesb.) Dom.                       | Гвоздика Лумніцера        | МК, Іновець, Тематинські гори                                     |
| Dianthus cartusianorum L. ssp. subalpinus (Rehmann) Maj. et Kralik             | Гвоздика субальпійська    | Хоч, ВФ, МФ, НТ, Слов. Рай                                        |
| Erysimum hungaricum Zapat.                                                     | Жовтушник угорський       | ВФ,ВТ,Піеніни                                                     |
| Erysimum vagicum Holub et Tomsovic                                             | Жовтушник поважський      | НТ, Пулава, Моравські Карпати, Тематинські гори, Стражовські гори |
| Euphorbia sojakii (Chrtek et Krisa) Holub                                      | Молочай Сойяка            | Буковські гори (Закарпаття)                                       |
| Festuca tatrae (Czako) Degen                                                   | Костриця татранська       | Від ВФ до Браніска                                                |
| Festuca versicolor Tausch                                                      | Костриця різнобарвна      | Баб'я гора, ВФ, МФ, Хоч, ВТ, НТ                                   |
| Euphrasia tatrae Wettst.                                                       | Очанка татранська         | Західні Карпати до Крконош                                        |
| Euphrasia exaristata Smejkal                                                   | Очанка безостюкова        | ВТ                                                                |
| Euphrasia stipitata Smejkal                                                    | Очанка галузиста          | МФ                                                                |
| Hesperis slovaca Dvorak                                                        | Вечорниці словацькі       | НТ                                                                |
| Cardaminopsis nitida Mesicek                                                   | Кардамінопсис блискучий   | ВТ, НТ, БТ                                                        |
| Cardaminopsis borbasii Zapat.                                                  | Кардамінопсис Борбаса     | Слов. Карпати                                                     |
| Cardaminopsis halleri (L.) Hayek ssp. tatrica (Pawt.) Dostal                   | Кардамінопсис татранський | МК, Хоч, ВТ, БТ, Левочські гори                                   |
| Hieracium alpicola (Schleich.) F. M. et C. H. Schultz ssp. ullepitschii Blocki | Нечуйвітер Улепіча        | ВТ                                                                |
| Knautia slovaca Stepanek                                                       | Свербіжниця словацька     | Слов. Рай, Муран, НТ центр. Словаччина                            |
| Koeleria tristis Domin                                                         | Коелерія смутна           | ВФ, Браніско                                                      |
| Leucanthemopsis alpina (L.) Heywood ssp. tatrica (Vierh.) Holub                | Короличка татранська      | ВТ, НТ, БТ                                                        |
| Papavet tatricum (Nyarady) Ehrend. var tatricum                                | Мак татранський           | ВФ, ВТ, БТ                                                        |
| Poa annua L. ssp. mutabilis Chrtek et Jiras                                    | Тонконіг мінливий         | ВТ                                                                |
| Poa nemoralis L. ssp. carpatica Jirasek                                        | Тонконіг карпатський      | БТ (Закарпаття)                                                   |
| Saxifraga wahlenbergii Ball.                                                   | Ломикамінь Валенберга     | МФ, Хоч, НТ, ВТ, Муран                                            |
| Saxifraga moschata Wulf. ssp. dominii Soo                                      | Ломикамінь Доміна         | МФ, НТ, ВТ                                                        |
| Saxifraga moschata Wulf. ssp. kotulae Pawtowski                                | Ломикамінь Котули         | МК, ВТ                                                            |
| Jovibarba hirta (L.) Opiz ssp. tatrensis (Domin) A. et. D. Love                | Борідник татранський      | ВТ                                                                |
| Jovibarba hirta (L.) Opiz ssp. glabrescens (Sabr.) Holub                       | Борідник лисуватий        | Білі Карпати, Слов. Рай, Піеніни, Букові гори                     |
| Sempervivum montanum L. ssp. carpaticum Wettst.                                | Молодило карпатське       | Сітно, Слов. Рудогір'я, Сланські гори                             |
| Soldanella carpatica Vierh.                                                    | Сольданелла карпатська    | Баб'я гора, Стражницькі гори, ВФ, Хоч, ВТ, НТ, Піеніни, Муран     |
| Sorbus margittaiana Javorka                                                    | Горобина Маргітая         | ВФ, МФ                                                            |
| Thlaspi coerulescens J. et С Presl ssp. tatrense Zapat                         | Талабан татранський       | МФ, НТ, ВТ, Слов. Рай Рудогір'я, Піеніни                          |
| Tephroseris longifolia (Jacc.) Griseb. var. moravica Holub                     | Тефрозеріс моравський     | Білі Карпати, Іновець                                             |

Скорочення
- НТ — Низькі Татри
- ВТ — Високі Татри (включаючи Західні Татри)
- МФ — Мала Фатра
- БК — Білі Карпати
- МК — Малі Карпати
- ВФ — Висока Фатра
- БТ — Беланські Татри
- Хоч	— Хочська височина

## Польські Карпати

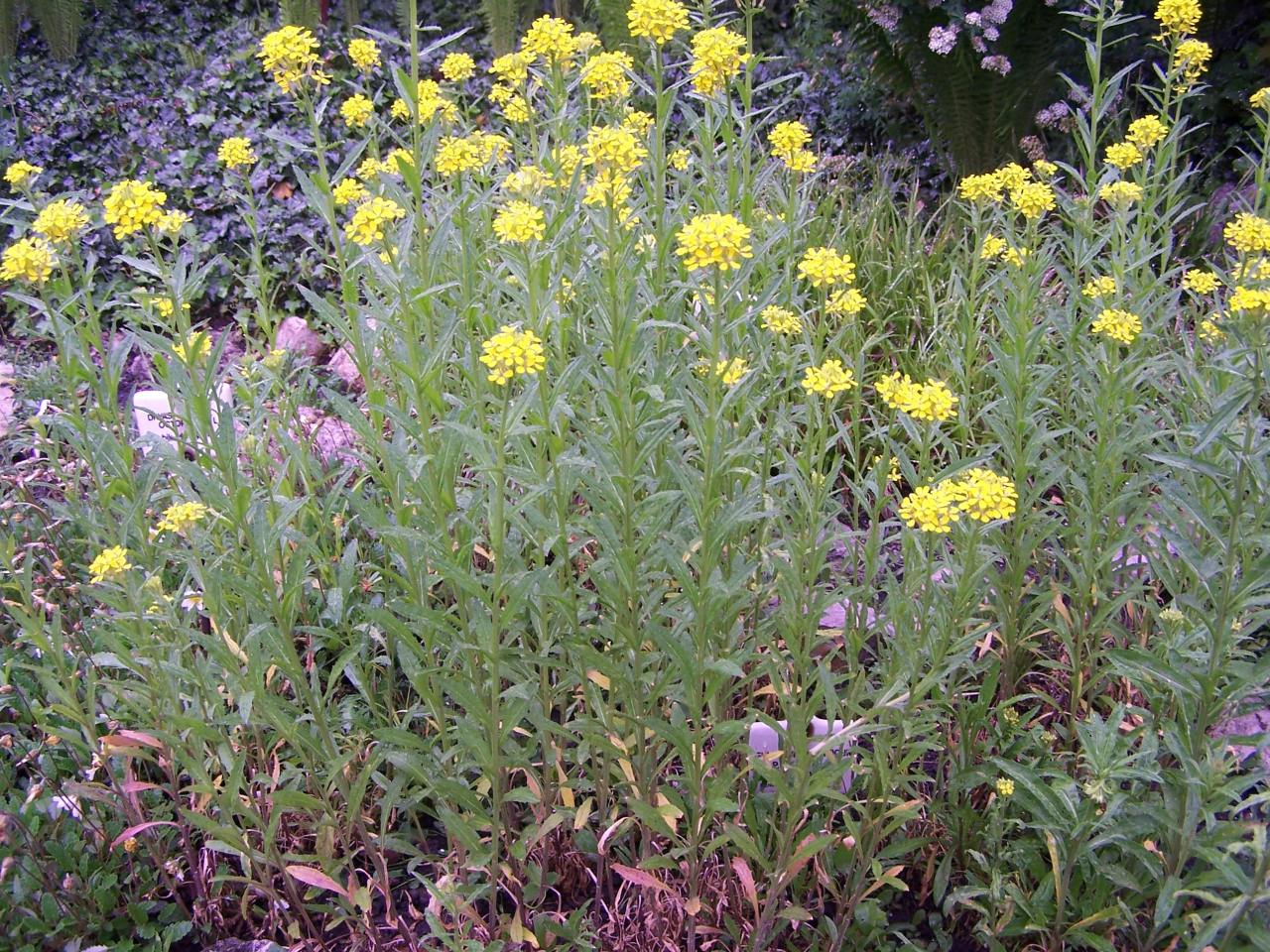
Erysimum pieninicum

| Aconitum lasiocarpum Rchb.                                           | Аконіт волохатоплодий         | Бещади                                  |
| Aconitum moldavicum Hacq.                                            | Аконіт молдавський            | Польські Карпати                        |
| Aconitum tauricum Wulf. ssp. nanum (Bmg.) Gay                        | Аконіт низький                | Бещади                                  |
| Campanula napuligera Schur                                           | Дзвоники ланцетоваті          | Польські Карпати                        |
| Campanula polymorpha Witasek-C. rotundifolia L. ssp. polymorpha      | Дзвоники мінливі              | Польські Карпати                        |
| Carduus lobulatus Borb.                                              | Будяк дрібнолопатевий         | Піеніни                                 |
| Carex sempervirens Vill. ssp. tatrorum (Zap.) Pawt.                  | Осока татранська              | Татри                                   |
| Centaurea mollis W. K.                                               | Волошка м'яка                 | Польські Карпати                        |
| Cerastium glandulosum (Kit.) Jav.                                    | Роговик залозистий            | Татри, Піеніни                          |
| Chrysanthemum rotundifolium W. K.                                    | Королиця круглолиста          | Польські Карпати                        |
| Cochlearia tatrae Borb.                                              | Ложечниця татранська          | Високі Татри                            |
| Delphinium oxysephalum Bord. et Pax                                  | Дельфіній татранський         | Татри                                   |
| Dentaria glandulosa W. K.                                            | Зубниця залозиста             | Польські Карпати                        |
| Dianthus praecox Kit.-D. plumarius L. ssp. praecox (Kit.) Pawt.      | Гвоздика рання                | Татри, Піеніни                          |
| Erigeron hungaricus Vierh.                                           | Злинка угорська               | Татри                                   |
| Erigeron macrophyllus Herb.                                          | Злинка крупнолиста            | Татри, Піеніни, Бескид Живецькі гори    |
| Erysimum pieninicum (Zap.) Pawt.                                     | Жовтушник піенінський         | Піеніни                                 |
| Erysimum wittmannii Zan.                                             | Жовтушник Вітмана             | Татри, Піеніни                          |
| Euphorbia carpatica Wot.                                             | Молочай карпатський           | Бещади                                  |
| Euphrasia tatrae Wettst.                                             | Очанка татранська             | Татри, Західний Бескид                  |
| Festuca carpatica Dietr.                                             | Костриця карпатська           | Татри                                   |
| Festuca tatrae (Czako) Deg.                                          | Костриця татранська           | Татри                                   |
| Festuca versicolor Tausch.                                           | Костриця різнобарвна          | Татри, Баб'я Гура, Бещади               |
| Leontodon pseudotaraxaci Schur                                       | Любочки несправжньокульбабові | Татри                                   |
| Melampyrum saxosum Bmg.                                              | Перестріч скельний            | Бещади                                  |
| Oxytropis carpatica Uechtr.                                          | Гострокільник карпатський     | Татри                                   |
| Petasites kablikianus Tausch ex Bercht.                              | Кремена судетська             | Польські Карпати                        |
| Poa granitica Braun-Blanquet                                         | Тонконіг гранітний            | Татри                                   |
| Poa nobi lis Skalinska                                               | Тонконіг благородний          | Високі Татри                            |
| Pulsatilla slavica Reuss.-P. halleri (All.) Willd. ssp. slavica Zam. | Сон словацький                | Західні Татри                           |
| Salix kitaibeliana Willd.                                            | Верба Китайбеля               | Татри, Баб'я Гура                       |
| Saxifraga carpatica Rchb.                                            | Ломикамінь карпатський        | Татри                                   |
| Saxifraga moschata Wulf. ssp. dominii Soo em S. Pawl.                | Ломикамінь Доміна             | Татри                                   |
| Saxifraga moschata Wulf. ssp. kotulae S. Pawt.                       | Ломикамінь Котули             | Високі Татри                            |
| Saxifraga wahlenbergii Ball.                                         | Ломикамінь Валенберга         | Татри                                   |
| Senecio papposus (Rehb.) Less.                                       | Жовтозілля чубкове            | Бещади                                  |
| Sesleria tatrae (Degen) Deyl                                         | Сеслерія татранська           | Татри                                   |
| Soldanella carpatica Vierh.                                          | Сольданелла карпатська        | Татри, Піеніни, Західний Бескид         |
| Symphytum cordatum W. K.                                             | Живокіст серцеподібний        | Татри, Піеніни, Західні Бескиди, Бещади |
| Taraxacum pieninicum Pawt.                                           | Кульбаба піенінська           | Масив Трьох Корон                       |
| Thymus carpaticus Cel.                                               | Чебрець карпатський           | Татри, Піеніни                          |
| Thymus pulcherrimus Schur                                            | Чебрець найкрасивіший         | Татри                                   |
| Trisetum fuscum (Kit.) Schult.                                       | Трищетинник карпатський       | Татри                                   |

## Угорські Карпати

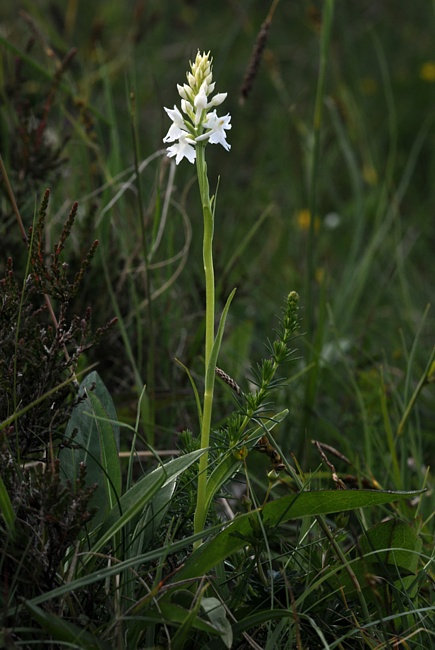
Dactylorhiza fuchsii

| Aconitum moldavicum Haquet                                                     | Аконіт молдавський              | Гори Бержень, Бюкк і Земплен                                             |
| Alchemilla monticola var. hungarica Soó                                        | Приворотень угорський           | Гори Бюкк, Земплен                                                       |
| Alyssum montanum L. ssp. brymii Dostal                                         | Бурачок скельний                | Торнайський Карст                                                        |
| Astragalus vesicarius L. ssp. albidus (W. et K.) Br.-BI.                       | Астрагал пухирчатий             | Торнайський Карст, гора Насай в гірській системі Чергат                  |
| Carduus colinus W. et. K.                                                      | Будяк пагорбковий               | Угорські Карпати                                                         |
| Centaurea sadleriana Janka                                                     | Волошка Садлера                 | Угорські Карпати (за винятком Торнайського Карсту)                       |
| Cerastium arvense L. ssp. calcicola (Schur) Borza                              | Роговик вапняковий              | Гори Матра, Бюкк                                                         |
| Chamaecytisus ciliatus (Wahlbr.) Rothm.                                        | Зіновать війчата                | Гори Матра, Бюкк, Торнайський Карст                                      |
| Chamaecytisus supinus (L.) Link ssp. pseudorochelii (Simk.) A. et D. Löve      | Зіновать лежача                 | Земпленські гори                                                         |
| Cirsium eriophorum (L.) Scop. ssp. degenii (Petrak) Jav.                       | Осот волохатий                  | Гори Матра, Бюкк                                                         |
| Cotoneaster matrensis                                                          | Кизильник матранський           | Угорські Карпати                                                         |
| Dactylorhiza fuchsii (Druce) Soo ssp. sooiana Borsos                           | Пальчатокорінник Шоо            | Гори Бержень, Матра, Бюкк, Земплен                                       |
| Dentaria glandulosa W. et. K.                                                  | Зубниця залозиста               | Торнайський Карст, Земпленські гори                                      |
| Dianthus collinus W. et K. ssp. glab-rusculus (Kit.) Thaisz.                   | Гвоздика пагорбкова             | Угорські Карпати                                                         |
| Dianthus plumarius L. ssp. praecox (Kit, ex Schult.)                           | Гвоздика пірчаста               | Гори Бюкк, Торнайський Карст                                             |
| Dianlhus pontederae Kern.                                                      | Гвоздика угорська               | Угорські Карпати                                                         |
| Draba lasiocarpa Rochel                                                        | Крупка волосистоплода           | Торнайський Карст, гора Насай в гірській системі Чергат, Земплен         |
| Erysimum odoratum Ehrh. ssp. buekkence (Boros) Soó                             | Жовтушник бюккський             | Гори Бюкк, Торнайський Карст                                             |
| Erysimum pallidiflorum Szepligeti                                              | Жовтушник блідоквітковий        | Гори Бержень, Земплен, Торнайський Карст, г. Насай в гір. системі Чергат |
| Ferula sadleriana Ledeb.                                                       | Ферула Садлера                  | Гори Бержень, Бюкк                                                       |
| Festuca pseudodalmatica Kraj.                                                  | Костриця несправжньо-далматська | Угорські Карпати                                                         |
| Galium abaujense Borb.                                                         | Підмаренник абауйський          | Гори Матра, Земплен                                                      |
| Hieracium bupleuroides С.С Gmel.                                               | Нечуйвітер ласкавцевий          | Гори Бюкк                                                                |
| Lathyrus laevigatus (W. et. K.) Gren. ssp. transsilvanicus (Spr.) Breistroffer | Чина трансільванська            | Гори Бюкк                                                                |
| Lathyrus pannonicus (Jacq.) Garcke ssp. collinus (Ortman) Soo                  | Чина пагорбковата               | Угорські Карпати                                                         |
| Melampyrum barbatum W. et. K. ssp. kitaibelii Soó                              | Перестріч Китайбеля             | Угорські Карпати                                                         |
| Minuartia frutescens (Kit.) Tuzson                                             | Мінуарція чагарниковидна        | Гори Матра, Бюкк, Земплен                                                |
| Onosma pseudoarenarium Schur ssp. tuberculatum (Kit.) Rauschert                | Громовик горбкуватий            | Гори Матра, Бюкк, Земплен, Торнайський Карст                             |
| Onosma tornense Jav.                                                           | Громовик торнайський            | Торнайський Карст                                                        |
| Poa pannonica Kern.                                                            | Тонконіг угорський              | Угорські Карпати                                                         |
| Pulsatilla x holubyana Dom. Pulsatilla grandis x. Pulsatilla slavica           | Сон торнайський                 | Торнайський Карст                                                        |
| Pyrus pannonica Terpo                                                          | Дика груша угорська             | Угорські Карпати                                                         |
| Scabiosa columbaria L. ssp. pseudobanatica (Schur) Jáv.                        | Скабіоза несправжньобанатська   | Гори Матра, Бюкк                                                         |
| Sedum hillebrandtii Fenzl.                                                     | Очиток пісковий                 | Гори Матра                                                               |
| Seseli leucospermum W. et K.                                                   | Жабриця білонасіннева           | Гора Насай (Чергат)                                                      |
| Sesleria heufleriana Schur                                                     | Сеслерія Гейфлерова             | Гори Бюкк, Торнайський Карст                                             |
| Sesleria hungarica Ujhelyi                                                     | Сеслерія угорська               | Гори Бюкк                                                                |
| Sesleria sadleriana Janka                                                      | Сеслерія Садлера                | Гора Насай (Чергат)                                                      |
| Sorbus austriaca (Besk.) Hedl. ssp. hazslinszkyana Soó                         | Горобина австрійська            | Гори Чергат, Бюкк, Земплен, Торнайський Карст                            |
| Sorbus budaiana Kárp.                                                          | Горобина будайська              | Угорські Карпати                                                         |
| Sorbus buekkensis Soó                                                          | Горобина бюккська               | Гори Бюкк                                                                |
| Sorbus huljakii Kárp.                                                          | Горобина Гуляка                 | Угорські Карпати                                                         |
| Sorbus hungarica (Borh.) Karp.                                                 | Горобина угорська               | Угорські Карпати                                                         |
| Sorbus Jávorkae (Soo) Karp.                                                    | Горобина Яворки                 | Угорські Карпати                                                         |
| Sorbus soói (Mathe) Karp.                                                      | Горобина Шоо                    | Угорські Карпати                                                         |
| Sorbus vajdae Boros                                                            | Горобина Вайди                  | Угорські Карпати                                                         |
| Sorbus zólyomii (Soó) Karp.                                                    | Горобина Зойомі                 | Угорські Карпати                                                         |
| Thalictum minus L. ssp. pseudominus (Borb.) Soó                                | Рутвиця мала                    | Гора Насай (Чергат), гори Бюкк                                           |
| Thlaspi jankae Kern.                                                           | Талабан Янка                    | Гори Бержень, Бюкк, Торнайський Карст                                    |
| Thlaspi schudichii Soó et Karp.                                                | Талабан Шудича                  | Земпленські гори                                                         |
| Vicia sparsiflora Ten.                                                         | Горошок розсіяноквітковий       | Гори Матра, Бюкк                                                         |

## Українські Карпати

### Загальнокарпатські ендеми

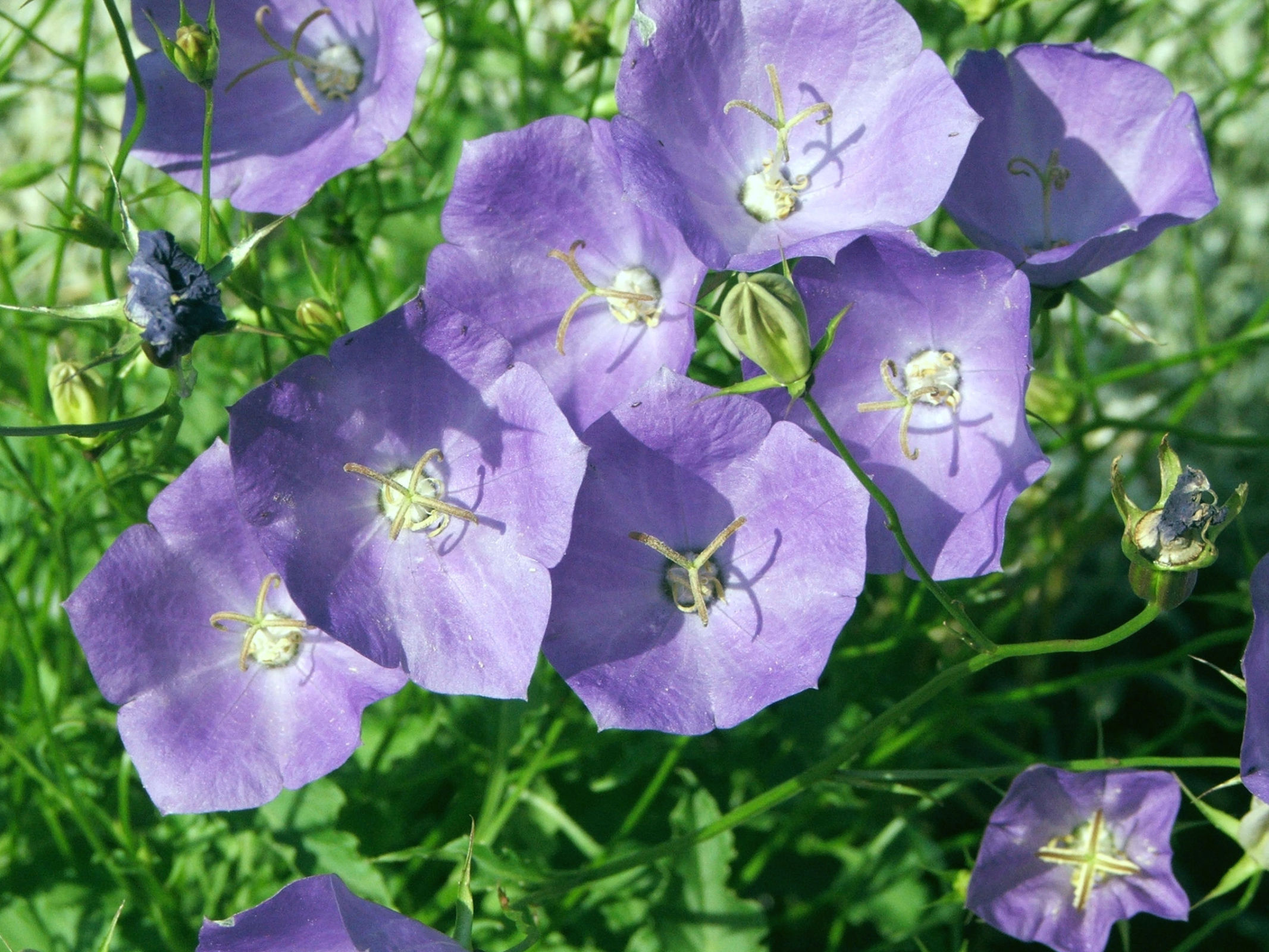
Campanula carpatica Jacq.

| Campanula carpatica Jacq.                                           | Дзвоники карпатські           | Чивчини, Чорногора, Свидовець          |
| Campanula rotundifolia L. ssp. polymorpha (Witasek) Tacik           | Дзвоники мінливі              | Чорногора, Чивчини, Свидовець, Горгани |
| Campanula serrata (Kit.) Hendrych                                   | Дзвоники ріпаковидні          | Чорногора, Чивчини, Горгани, Свидовець |
| Cardamihopsis neglecta Hayek                                        | Кардамінопсис занедбаний      | Свидовець, Чорногора, Чивчини          |
| Dentaria glandulosa Waldst. et Kit.                                 | Зубниця залозиста             | Укр. Карпати                           |
| Festuca carpatica Dietr.                                            | Костриця карпатська           | Свидовець, Чорногора, Горгани          |
| Festuca tatrae (Csako) Degen                                        | Костриця татранська           | Сх. Бескиди                            |
| Hieracium atrellum (Zahn) Juxip.                                    | Нечуйвітер темнуватий         | Горгани, Чорногора                     |
| Hieracium scitulum Wotoszcz.                                        | Нечуйвітер вишуканий          | Чорногора                              |
| Hieracium stygium Uechtr.                                           | Нечуйвітер чаклунський        | Чорногора                              |
| Hieracium virgicaule Naegeli et Peter                               | Нечуйвітер прутостеблий       | Чорногора, Чивчини                     |
| Hieracium wimmeri Uechtr.                                           | Нечуйвітер Віммера            | Горгани, Чорногора, Чивчини            |
| Jovibarba preissiana (Dom.) Omelcz. et Czopik                       | Борідник Прейса               | Красна, Свидовець, Чивчини             |
| Leontodon montanus Lam.ssp. pseudotaraxaci (Schur) Finchet P.D.Sell | Любочки несправжньокульбабові | Свидовець                              |
| Leucanthemum waldsteinii (Schultz Вір.) Pouzar                      | Королиця Вальдштейна          | Українські Карпати                     |
| Oxytropis carpatica Uechtr.                                         | Гострокільник карпатський     | Чивчин                                 |
| Pyrola carpatica Holub et Kfisa                                     | Грушанка карпатська           | Свидовець, Чорногора                   |
| Salix kitajbeliana Willd.                                           | Верба Китайбеля               | Чорногора                              |
| Silene carpatica (Zapat.) Czopik                                    | Смілка карпатська             | Бескиди, Горгани, Свидовець, Чивчини   |
| Symphytum cordatum W. K.                                            | Живокіст серцеподібний        | Укр. Карпати                           |
| Swertia alpestris Baumg.                                            | Сверція альпійська            | Свидовець, Чорногора, Чивчини          |
| Thymus pulcherrimus Schur                                           | Чебрець гарненький            | Укр. Карпати                           |
| Tozzia alpina L. ssp. carpatica(Wotoszcz.) Dostal                   | Тоція карпатська              | Чорногора, Чивчини                     |
| Trisetum fuscum (Kit.) Schult.                                      | Трищетинник темний            | Чорногора (г. П'єтрос)                 |
| Trollius europaeus L. ssp. transsilvanicus (Schur) Javorka          | Купальниця трансільванська    | Чорногора                              |

### Східно-південнокарпатські ендеми

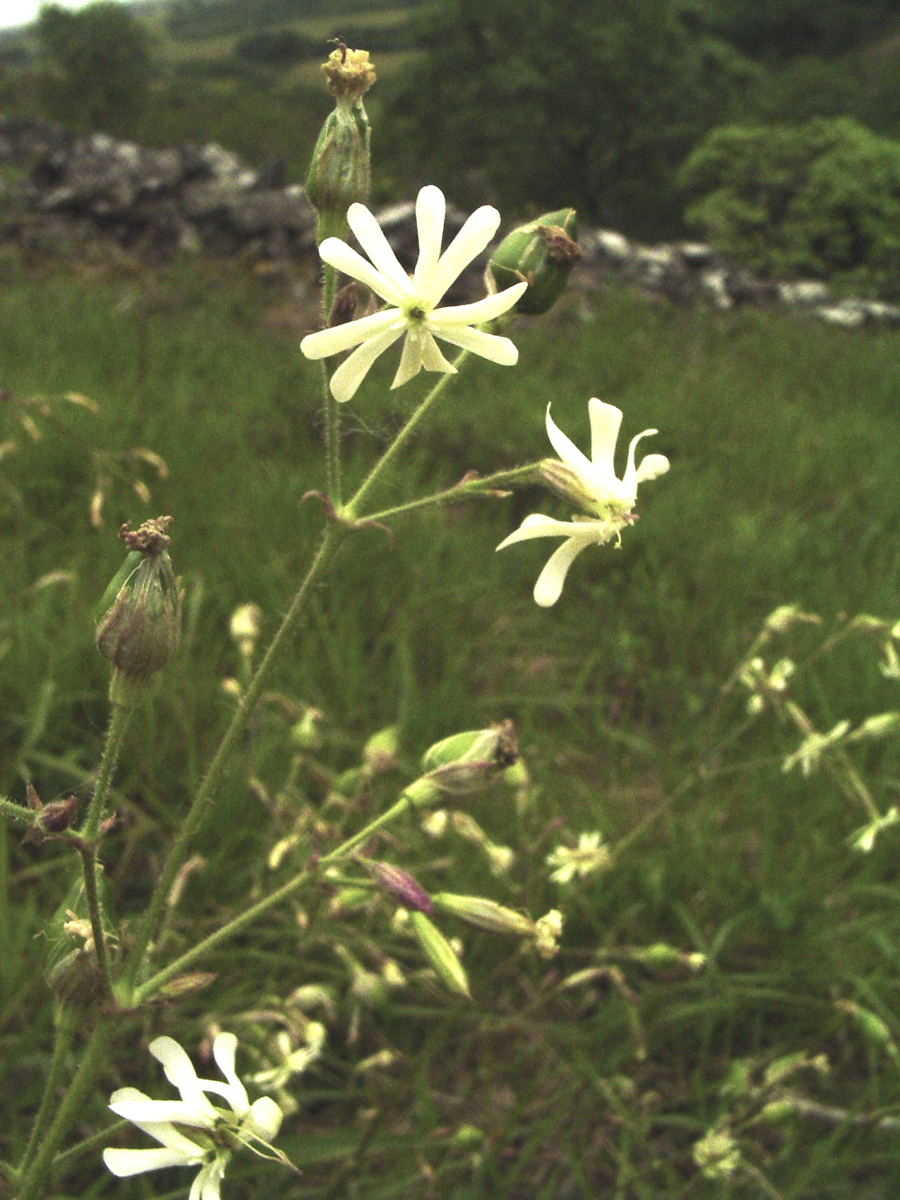
Silene nutans L.

| Aconitum firmum Reichenb. ssp. palmatifidum (Rchb.) Beldie      | Аконіт пальчастороздільний  | Чивчини                                |
| Aconitum firmum ssp. romanicum (Wotoszcz.) Beldie               | Аконіт румунський           | Чивчини, Прикарпаття                   |
| Alchemilla czywezynensis Pawl.                                  | Приворотень чивчинський     | Чивчини                                |
| Alchemilla mollis (Buser) Rothm.                                | Приворотень м'який          | Чорногора                              |
| Alchemilla szaferi Pawl.                                        | Приворотень Шафера          | Чорногора                              |
| Alchemilla turkulensis Pawl.                                    | Приворотень туркульський    | Чорногора                              |
| Alchemilla zapatowiczii Pawl.                                   | Приворотень Запаловича      | Чорногора, Чивчини                     |
| Armeria pocutica Pawl.                                          | Армерія покутська           | Чорногора                              |
| Astragalus krajinae Domin                                       | Астрагал Країни             | Свидовець, Чорногора                   |
| Centaurea marmarosiensis (Jav) Czern.                           | Волошка мармароська         | Чорногора, Чивчини                     |
| Centaurea phrygia L. ssp. nigriceps (Dobrotz.) Dostal           | Волошка чорноголова         | Чорногора                              |
| Delphinium nacladense Zapal                                     | Дельфіній східнокарпатський | Чивчини                                |
| Dianthus tenuifolius Schur                                      | Гвоздика тонколиста         | Чивчини                                |
| Euphorbia carpatica Wotoszcz.                                   | Молочай карпатський         | Укр. Карпати                           |
| Festuca porcii Hackel                                           | Костриця Порціуса           | Чорногора, Чивчини                     |
| Galium pawtowskii Kucowa                                        | Підмаренник Павловського    | Чивчини                                |
| Galium transcarpaticum Stojko et Tasenk.                        | Підмаренник закарпатський   | Красна                                 |
| Heracleum carpaticum Pore.                                      | Борщівник карпатський       | Чорногора, Чивчини                     |
| Hieracium grofae Wotoszcz.                                      | Нечуйвітер грофський        | Горгани                                |
| Hieracium mukacevense Juxip                                     | Нечуйвітер мукачівський     | Схід. Бескиди                          |
| Hieracium pocuticum Wotoszcz.                                   | Нечуйвітер покутський       | Горгани, Чорногора, Чивчини            |
| Leontodon repens Schur                                          | Любочки повзучі             | Чорногора, Горгани, Свидовець, Чивчини |
| Minuartia verna (L.) Hiern. ssp. oxypetala (Wotoszcz.) Halliday | Мінуарція гостропелюсткова  | Чивчини                                |
| Pulmonaria filarszkyana Jav.                                    | Медунка Філярського         | Свидовець, Чорногора, Чивчини          |
| Ranunculus malynovskii Jelen. et Derv.-Sok.                     | Жовтець Малиновського       | Чорногора                              |
| Rosa heterostyla Chrschan.                                      | Шипшина різностовпчикова    | Східні Бескиди                         |
| Saussurea porcii Degen                                          | Сосюреа Порціуса            | Чорногора, Чивчини                     |
| Silene nutans L. ssp. dubia (Herb.) Zapat.                      | Смілка сумнівна             | Укр. Карпати                           |
| Silene zawadzkii Herb.                                          | Смілка Завадського          | Чивчини                                |
| Thalictrum transsilvanicum Schur                                | Рутвиця трансільванська     | Чивчини                                |
| Thymus alternans Klok.                                          | Чебрець чергововолосистий   | Укр. Карпати                           |

### Румунські Карпати

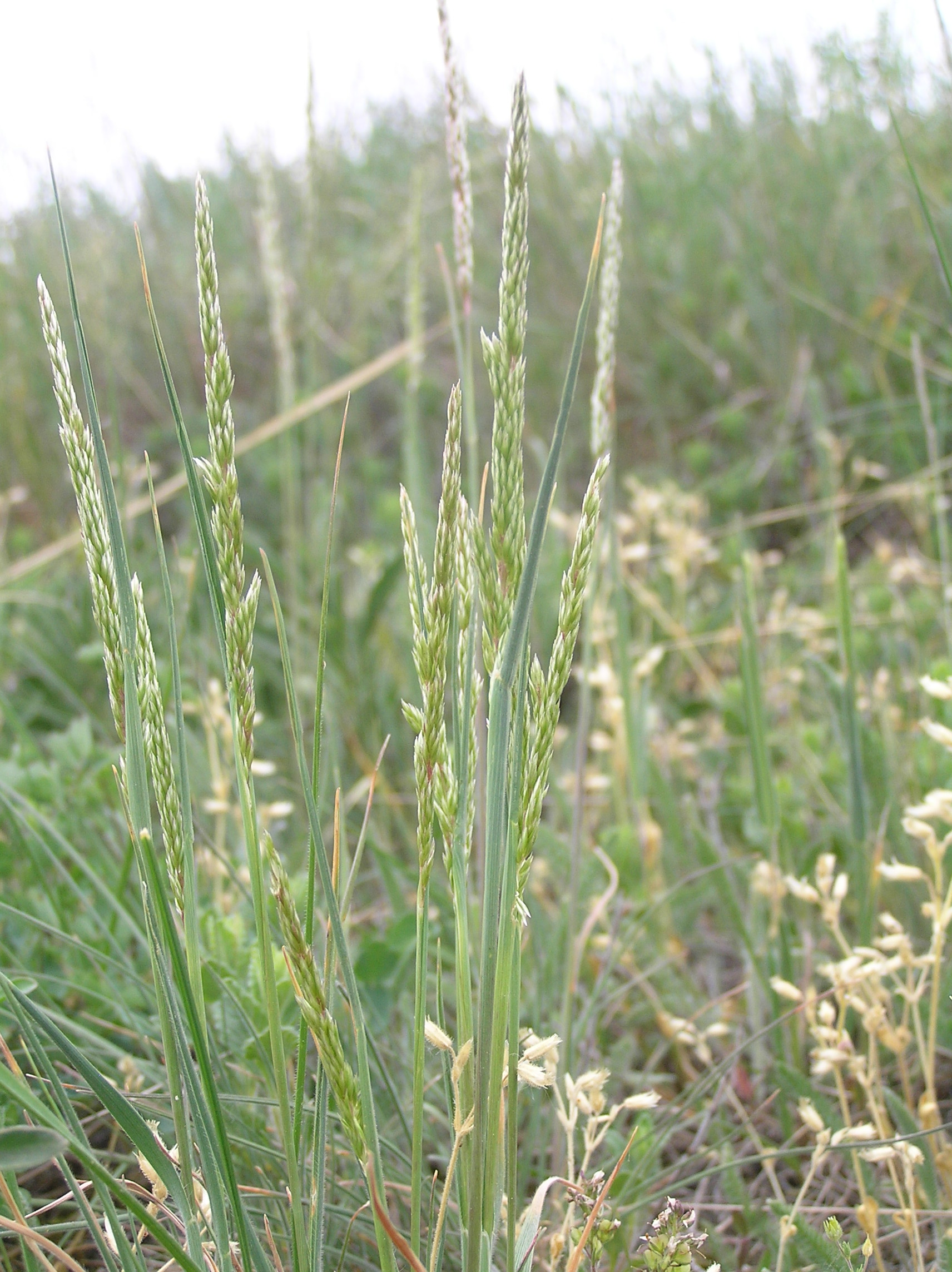
Koeleria macrantha

| Alchemilla dolichotoma Plocek                                                       | Приворотень довголопатевий      | Східні Карпати                                     |
| Andryala laevitomentosa (E. I. Nyarady) P. D. Sell                                  | Андріала гладкопухнаста         | Східні Карпати (Петрошул, Броштени)                |
| Anthemis carpatica Wiild. ssp. pyrethriformis (Schur) Beldie                        | Роман піретровидний             | Південні Карпати                                   |
| Anthemis tinctoria L. ssp. fussii (Griseb.) Beldie                                  | Роман Фусса                     | Румунські Карпати                                  |
| Aquilegia nigricans Baumg. ssp. subcaposa (Borbás) Soó                              | Орлики підстрілконосні          | Східні і Західні Карпати                           |
| Armeria maritime (Miller) Willd. ssp. barcensis (Simonkai) P. Silva                 | Армерія барценська              | Східні Карпати (біля Братова)                      |
| Asperula carpatica Morariu                                                          | Маренка карпатська              | Східні Карпати                                     |
| Astragalus pseudopurpureus Gusul.                                                   | Астрагал несправжньо-пурпуровий | Східні Карпати (Кейле, Біказулуї)                  |
| Astragalus roemeri Simonkai                                                         | Астрагал Ромера                 | Східні і Західні Карпати                           |
| Athamanta turbith (L.) Brot. ssp. hungarica (Borbás) Tutin                          | Атаманта угорська               | Південні Карпати                                   |
| Aubrietia intermedia Heldr. et Orph. ssp. falcate Ciocirlan                         | Аубрієція серповидна            | Південні Карпати (Піатра, Краюлуї)                 |
| Barbarea lepuznica E. I. Nyárády                                                    | Суріпиця лепушницька            | Південні Карпати (Ретезат)                         |
| Carduus kerneri Simonkai ssp. Iobulatiformis (Csurös et E. I. Nyárády) Soó          | Будяк лопатеподібний            | Південні Карпати                                   |
| Centaurea phrygia L. ssp. rarauensis (Prodan) Dostal                                | Волошка фригійська              | Східні і Південні Карпати                          |
| Centaurea phrygia L. ssp. retezatensis (Prodan) Dostál                              | Волошка ретезатська             | Південні Карпати                                   |
| Centaurea pinnatifida Schur                                                         | Волошка пірчастонадрізана       | Східні і Південні Карпати                          |
| Centaurea trichocephala Bieb. ssp. simonkaiana (Hayek) Dostál                       | Волошка Шимонки                 | Східні і Західні Карпати                           |
| Cerastium transsilvanicum Schur                                                     | Роговик трансильванський        | Східні і Південні Карпати                          |
| Cirsium boujartii (Piller et Mitterp.) Schultz Вір.                                 | Осот Бужарта                    | Східні і Південні Карпати                          |
| Cochlearia borzaeana (Coman et E. I. Nyárády) Pobed.                                | Ложечниця Борзи                 | Східні Карпати                                     |
| Delphinium simonkaianum Pawi.                                                       | Дельфіній Шимонки               | Румунські Карпати                                  |
| Dianthus callizonus Schott et Kotschy                                               | Гвоздика гарносмужна            | Південні Карпати (Піастра, Краюлуї)                |
| Dianthus giganteus D'Urv. ssp. banaticus (Heuffel) Tutin                            | Гвоздика банатська              | Південні Карпати (Банат)                           |
| Dianthus glacialis Haenke ssp. gelidus (Schott, Nyman et Kotschy) Tutin             | Гвоздика гляціальна             | Східні і Південні Карпати                          |
| Dianthus henteri Heuffel ex Griseb. et Schenk                                       | Гвоздика Гентера                | Південні Карпати                                   |
| Dianthus tenuifolius Schur                                                          | Гвоздика тонколиста             | Румунські Карпати, Українські Карпати              |
| Draba dorneri Heuffel                                                               | Крупка Дорнера                  | Південні Карпати (Ретезат)                         |
| Draba haynaldii Stur                                                                | Крупка гайнальдська             | Східні і Південні Карпати                          |
| Draba simonkaiana Jáv.                                                              | Крупка Шимонки                  | Південні Карпати (Парінг), Західні і Півд. Карпати |
| Edraianthus kilaibelii A. DC.                                                       | Едраянт Китайбеля               | Західні і Півд. Карпати                            |
| [[Eriirichium nanum]] (L.) Schrad. ssp. jankae (Simonkai) Jáv.                      | Незабудочник Янки               | Східні і Південні Карпати                          |
| Festuca bucagiensis Markg., Dannenb.                                                | Костриця бучеджська             | Південні Карпати                                   |
| Festuca pachyphylla Degen                                                           | Костриця товстолиста            | Південні Карпати                                   |
| Festuca versicolor Tausch ssp. dominii Krajina                                      | Костриця Доміна                 | Східні Карпати (Роднеі)                            |
| Galium baillonii Brandza                                                            | Підмаренник Байлона             | Південні Карпати                                   |
| Helictotrichon decorum (Janka) Henrard                                              | Вівсюнець гарний                | Румунські Карпати                                  |
| Hepatica transsivanica Fuss                                                         | Печіночниця трансільванська     | Східні і Південні Карпати                          |
| Hesperis matronalis L. ssp. moliniformis (Schur) Borza                              | Вечорниці чотковидні            | Румунські Карпати                                  |
| Hesperis oblongifolia Schur                                                         | Вечорниці продовженолисті       | Східні і Південні Карпати                          |
| Koeleria macrantha (Ledeb.)                                                         | Келерія великоквіткова          | Румунські Карпати                                  |
| Koeleria macrantha (Ledeb.) Schultes fil. ssp. transsilvanica (Schur) E. I. Nyárády | Келерія трансільванська         | Румунські Карпати                                  |
| Linum uninerve (Rochel) Jáv.                                                        | Льон одножилковий               | Південні Карпати                                   |
| Lychnis nivalis Kil.                                                                | Зірки снігові                   | Східні Карпати                                     |
| Minuartia frutescens (Kit.) Tuzson ssp. cataractarum (Janka) Soó                    | Мінуарція водонадна             | Південні Карпати (Банат)                           |
| Minuartia graminifolia (Ard.) Jáv. ssp. hungarica Jáv.                              | Мінуарція угорська              | Південні Карпати (Банат)                           |
| Onobrychis montana DC.ssp. transsilvanica (Simonkai) Jáv.                           | Еспарцет трансільванський       | Східні і Південні Карпати                          |
| Ornilhogalum orthophyllum Ten. ssp. acuminata (Schur) Zahar.                        | Рястка загострена               | Південні Карпати                                   |
| Papaver corona-sancti-stephani Zapat.                                               | Мак-корона святого Стефана      | Східні і Південні Карпати                          |
| Pedicularis baumgartenii Simonkai                                                   | Шолудивник Баумгартена          | Східні і Південні Карпати                          |
| Pinus nigra Arnold ssp. banatica (Bordás) Novak                                     | Сосна банатська                 | Південні Карпати                                   |
| Poa laxa Haenke ssp. pruinosa E. I. Nyárády                                         | Тонконіг інеєвидний             | Південні Карпати                                   |
| Poa molinerii Balbis ssp. glacialis Beldie                                          | Тонконіг гляціальний            | Південні Карпати (Бучедж)                          |
| Polygala supina Schreber ssp. hospita (Heffler) Mc Neil                             | Китятки гостинні                | Південні Карпати (Банат)                           |
| Primula auricula L. ssp. serrati-folia (Rochel) Jáv.                                | Первоцвіт пидчастолистий        | Південні Карпати                                   |
| Primula elatior (.)Hell ssp. leucophylla (Pax) J. Heslop-Harrison                   | Первоцвіт білолистий            | Східні Карпати                                     |
| Primula wulfcniana Schott ssp. baumgarteniana (Degen et Moesz) Lüdi                 | Первоцвіт Баумгартена           | Південні Карпати                                   |
| Salvia transsilvanica Schur                                                         | Шавлія трансильванська          | Східні і Південні Карпати                          |
| Saxifraga mutata L. ssp. demissa (Schott et Kotschy) D. A. Webb                     | Ломикамінь присадкуватий        | Південні Карпати                                   |
| Silene dinarica Sprengel                                                            | Смілка динарська                | Південні Карпати (Фагараш, Годеан)                 |
| Sorbus borbasii Jáv.                                                                | Горобина Борбаша                | Південні Карпати                                   |
| Sorbus dacica Borbas                                                                | Горобина дакійська              | Південні Карпати                                   |
| Scabiosa pseudobanatica (Schur) Chrtek ssp. pseudobanatica (E. I. Nyárády) Chrtek   | Скабіоза несправжньо-банатська  | Південні і Східні Карпати                          |
| Scabiosa pseudobanatica (Schur) Chrtek ssp. barbata (E. I. Nyárády) Chrtek          | Скабіоза бородата               | Південні і Східні Карпати                          |
| Stipa crassiculmis P.Smirnov ssp. heterotricha Dihoru et Roman                      | Ковила різноволосиста           | Південні Карпати (Козіа)                           |
| Stipa danubiale Dihoru et Roman                                                     | Ковила дунайська                | Південні Карпати                                   |
| Thesium kernerianum Simonkai                                                        | Льнолисник Кернера              | Південні Карпати (Бучедж, Піатра, Краюлуї)         |
| Thlaspi dacicum Heuffel ssp. banaticum (Uetr.) Jáv.                                 | Талабан банатський              | Південні Карпати                                   |
| Thlaspi pawtowskii Dvořákova                                                        | Талабан Павловського            | Східні Карпати (Мараморош)                         |
| Thymus bihoriensis Jalas                                                            | Чебрець бігорський              | Румунські Карпати                                  |
| Thymus comosus Heuffe!                                                              | Чебрець чубатий                 | Румунські Карпати                                  |
| Trisetum macrotrichum Hackel                                                        | Трищетинник крупноволосистий    | Румунські Карпати                                  |